# Råby, Håbo kommun
Råby är en tätort i Kalmar socken i Håbo kommun, Uppsala län, belägen omkring fyra kilometer sydväst om centrala Bålsta. 
Råby har karaktären av ett villaområde, med inslag av äldre fritidshusbebyggelse, främst i den södra delen, som ligger vid Norra Björkfjärden i Mälaren. I praktiken kan Råby sägas fungera som en del av tätorten Bålsta, orten ingår till exempel i linjenätet för tätortstrafiken med buss i Bålsta. Råby har en kommunal förskola.

## Befolkningsutveckling
| Befolkningsutvecklingen i Råby 1995–2020                                                                    | Befolkningsutvecklingen i Råby 1995–2020 | Befolkningsutvecklingen i Råby 1995–2020 | Befolkningsutvecklingen i Råby 1995–2020 | Befolkningsutvecklingen i Råby 1995–2020 |
| --- | ---------------------------------------- | ---------------------------------------- | ---------------------------------------- | ---------------------------------------- |
| |                                          |                                          |                                          |                                          |
| År |                                          |                                          | Folkmängd                                | Areal (ha)                               |
| 1995 | 1995                                     |                                          | 814                                      | 87                                       |
| 2000 | 2000                                     |                                          | 855                                      | 87                                       |
| 2005 | 2005                                     |                                          | 879                                      | 87                                       |
| 2010 | 2010                                     |                                          | 885                                      | 92                                       |
| 2015 | 2015                                     |                                          | 924                                      | 104                                      |
| 2020 | 2020                                     |                                          | 971                                      | 134                                      |
| Anm.: Ny tätort som brutits ut ur Bålsta 1995. 2020 uppgick småorten Getberget och Notholmen i denna tätort |                                          |                                          |                                          |                                          |